# The Complete Robot
The Complete Robot (1982) és un recull de 31 dels 37 relats de ciència-ficció sobre robots escrits per Isaac Asimov entre el 1939 i el 1977. La majoria dels relats ja s'havien recollit als llibres Jo, robot i The Rest of the Robots, mentre que quatre no havien estat recopilats i la resta estaven escampats en cinc altres antologies. Comparteixen el tema de la interacció entre els humans, els robots i la moral, i tots junts expliquen la història de la robòtica fictícia d'Asimov. Estan agrupats en categories.

## Contingut
- Introduction (Introducció)
- Some Non-human Robots (Alguns robots no humans)
  - "A Boy's Best Friend" (1975)
  - "Sally" (1953)
  - "Someday" (1956)
- Some Immobile Robots (Alguns robots immòbils)
  - "Point of View" (1975)
  - "Think!" (1977)
  - "True Love" (1977)
- Some Metallic Robots (Alguns robots metàl·lics)
  - "Robot AL-76 Goes Astray" (1942)
  - "Victory Unintentional" (1942)
  - "Stranger in Paradise" (1973–74)
  - "Light Verse" (1973)
  - "Segregationist" (1967)
  - "Robbie" (1940)
- Some Humanoid Robots (Alguns robots humanoïdes)
  - "Let's Get Together" (1957)
  - "Mirror Image" (1972)
  - "The Tercentenary Incident" (1976)
- Powell and Donovan (Powell i Donovan)
  - "First Law" (1956)
  - "Runaround" (1941–42)
  - "Reason" (1941)
  - "Catch That Rabbit" (1944)
- Susan Calvin
  - "Liar!" (1941)
  - "Satisfaction Guaranteed" (1951)
  - "Lenny" (1958)
  - "Galley Slave" (1957)
  - "Little Lost Robot" (1947)
  - "Risk" (1955)
  - "Escape!" (1945)
  - "Evidence" (1946)
  - "The Evitable Conflict" (1950)
  - "Feminine Intuition" (1969)
- Two Climaxes (Dos clímaxs)
  - ". .. That Thou Art Mindful of Him" (1974)
  - "The Bicentennial Man" (1976)
- A Last Word (Una última paraula)

### Històries sense les tres lleis de la robòtica
Històries sobre els robots positrònics d'Asimov que no obeeixen les tres lleis de la robòtica són:
- A "Let's Get Together", els robots es fan servir com a parts d'una bomba que explotarà quan s'uneixin.
- A "Someday" hi ha ordinadors no positrònics que expliquen contes i que no obeeixen les tres lleis.
- A "Sally" hi ha cotxes amb cervell positrònic que poden fer mal als homes i desobeir-los sense cap problema. No s'hi veu cap altra mena de robot i no es mencionen les tres lleis.
- A ". .. That Thou Art Mindful of Him" els robots es creen amb una administració molt flexible de les tres lleis, i aquestes creen robots simples i petits sense cap llei que acaben actuant contra les tres lleis de la robòtica.

### Històries de robots no incloses
Aquest recull inclou la majoria de relats d'Asimov sobre robots. Les que no hi apareixen van ser escrites després de la seva publicació o formen el text que connecta històries a Jo, robot.
Els sis contes sobre robots d'Asimov no inclosos en aquest llibre són:
- "Robot Dreams" (a l'antologia homònima)
- "Robot Visions" (a l'antologia homònima)
- "Too Bad!" (a Robot Visions)
- "Christmas Without Rodney" (a Robot Visions)
- "Cal" (a Gold)
- "Kid Brother" (a Gold)